# Am Dam
Am Dam  è un comune del Ciad situato nel dipartimento di Djourouf Al Ahmar, provincia di Ouaddaï. 
È il capoluogo del dipartimento.